# Вигадка (фільм, 2013)
«Вигадка» — український короткометражний фільм режисера Катерини Чепік. Отримав Головний приз та Диплом від Сінемахол конкурсу анімаційних фільмів «Відкрита ніч», брав участь у міжнародному фестивалі короткометражних фільмів Wiz-Art та програмі 44-го МКФ «Молодість» (де здобув Спеціальну відзнаку). Також брав участь у хорватському дитячому фестивалі KIKI, New York Int'l Children's Film Festival, Children’s Film Festival (Сієтл), канадському дитячому TIFF у номінації Creativity x Curiosity та індійському фестивалі у місті Лакхнау. Переможець кінофестивалю імені Ф. Горенштейна (Бердичів).

## Про фільм
Дівчинка, граючись у своїй кімнаті, так захоплюється, що непомітно потрапляє у паперовий та пластиліновий світ. Незвичайна уява не перешкоджає їй залізти навіть у власну кишеню, та знайти вихід з порожньої кімнати, де немає ні вікон, ні дверей. Так маленька героїня опиняється у вирі фантастичних подій, поринувши у світ своєї вигадки.
Фільм «Вигадка» виконано в технології піксиляція.

## Фестивалі
Фільм брав участь у декількох кінофестивалях на різних континентах:
- Italy Cortoons International Short Animated Film Festival
- Международный Кинофорум «Золотой Витязь»
- Ukraine Kyiv short film festival
- Czech republic ZLIN FILM FEST
- 54th International Film Festival for Children and Youth
- Korea Seoul SIKAF
- Netherland KLIK! Amsterdam Animation Festival
- Ukraine LINOLEUM
- Hungary Primanima
- Ukraine — Russia KROK, диплом «Коронация слова»
- BRAZIL STOP MOTION
- Colombia International ArtFilmFestival